# Hedycaryopsis
Hedycaryopsis es un género con cuatro especies de plantas de flores perteneciente a la familia Monimiaceae. 

## Especies seleccionadas
- Hedycaryopsis capuronii
- Hedycaryopsis madagascariensis
- Hedycaryopsis perrieri
- Hedycaryopsis tsaratanensis